# Maira sodalis
Maira sodalis är en tvåvingeart som först beskrevs av Walker 1858.  Maira sodalis ingår i släktet Maira och familjen rovflugor. Inga underarter finns listade i Catalogue of Life.